# Carcinoma lobulare in situ
Il carcinoma lobulare in situ (LCIS) è una forma di carcinoma mammario della donna. Spesso si evolve in una neoplasia infiltrante. Esistono due tipologie, la più diffusa è quella multicentrica (70% dei casi).
Il termine "lobulare" è improprio, poiché in riferimento allo studio patologico pregresso, si pensava che il punto di origine di tale neoplasia fosse il lobulo mammario; viceversa si è capito solo successivamente che il reale luogo di genesi è il "TDLU" ovvero l'Unità Duttale Termino-Lobulare, analogamente al carcinoma duttale.
Peculiarità di tale tumore è la perdita della produzione di Caderina-E, in seguito alla mutazione dell'apposito gene posto sul cromosoma 10. La Caderina-E, atta a legare la β-Catenina, è garante della giunzione intercellulare, che venendo a mancare, favorisce una disgregazione della massa neoplastica, le cui cellule, potranno individualmente (o in piccoli ammassi), infiltrare i tessuti circostanti, producendo quindi facili diffusioni metastatizzanti, soprattutto a livello retroperitoneale e dell'encefalo. La nota dolente di tutto ciò, sta nel fatto che così facendo, la lesione apparirà quasi invisibile all'esame radiografico (principale mezzo diagnostico).

## Epidemiologia
Colpisce prevalentemente le donne della quarta decade di età, la frequenza rispetto alle altre neoplasie è dell'1-6%.

## Terapia
Il trattamento prevede l'uso di tamoxifen che riesce a ridurre lo sviluppo della massa mentre la rimozione avviene tramite mastectomia.

## Diagnosi
Risulta molto difficile effettuare una corretta diagnosi, i vari esami spesso non sono sufficienti per comprendere la presenza di tale massa tumorale. Bisogna differenziarlo da una forma simile, il carcinoma duttale in situ. 